# Unsent
Singles de Alanis Morissette
Joining You
(1998) So Pure
(1999)
Pistes de Supposed Former Infatuation Junkie
Would Not Come So Pure
Unsent est le troisième single extrait du quatrième album d'Alanis Morissette, Supposed Former Infatuation Junkie.
C'est l'une des chansons de l'album où Alanis joue de l'harmonica, le clip a été réalisé par celle-ci.

## Écriture et inspiration
Sans refrain ou mélodie "accrocheuse", "Unsent" est une chanson non conventionnelles. Les paroles sont en fait des lettres adressées à d'ancien petits amis et amis de Morissette. La version démo de "Unsent" contient les noms réels des amis: «Matthews» (en référence au chanteur Dave Matthews du Dave Matthews Band), "Eric", "Terry", "Marc", "Terrance", "Christian" (Christian Lane du groupe Loud Lucy), et «Taylor» (Taylor Hawkins de Foo Fighters). 
Pour l'enregistrement studio, quelques lettres ont été abandonnées. Seuls cinq d'entre eux ont été gardées, mais les personnes mentionnées ont été renommés afin de protéger leur vie privée: «Matthews» est devenu «Matthiew», «Eric» est devenu «Jonathan», «Terry» est devenu «Terrance"; "Marc" est devenu "Marcus"; "Christian est devenu "Lou ".

## Liste des titres
1. Unsent (album version) – 4:08
2. Are You Still Mad? (BBC/Radio One live) – 3:59
3. London (Bridge School Benefit live) – 4:46